# Brighton (Wisconsin, Kenosha megye, város)
Brighton város az Amerikai Egyesült Államok Wisconsin államában, Kenosha megyében.

## Népesség
A település népességének változása:

| 2010 | 1 456 |
| 2020 | 1 422 |